# Raamkozijn

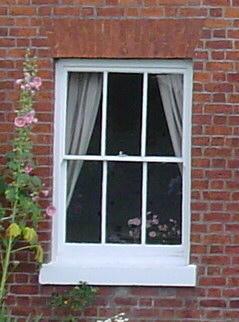
Een raam in een huis

Een raamkozijn is een rechthoekig frame, randwerk of raamwerk waarin ruiten of beweegbare raambladen worden geplaatst. Vaak worden (raam)kozijnen van hout gemaakt, andere materialen zijn: aluminium, staal, kunststof etc.
Op deze manier is men van onderhoud af, om regelmatig te schilderen. Hoewel bijvoorbeeld een kunststof kozijn een redelijke tijd meegaat, is het na zo'n 30 jaar ook wel aan vervanging toe. Door de weersinvloeden wordt het kunststof bros en gaat scheuren vertonen of gaat afbrokkelen.